# 釜房ダム
釜房ダム（かまふさダム）は、宮城県柴田郡川崎町大字小野と大字支倉にまたがる、一級河川・名取川水系碁石川に建設されたダムである。
国土交通省東北地方整備局が管理する国土交通省直轄ダムで、堤高45.5mの重力式コンクリートダムである。碁石川及び名取川下流の治水と、仙台市を始め宮城県中枢部への利水を図る特定多目的ダムである。ダムによって形成された人造湖は釜房湖（かまふさこ）と命名され、2005年（平成17年）に川崎町の推薦により財団法人ダム水源地環境整備センターが選定する「ダム湖百選」に選ばれた。また、釜房湖は湖沼水質保全特別措置法（湖沼法）に指定され、厳重な水質管理が図られている。

## 沿革
東京帝国大学教授で内務省土木試験所長である物部長穂は、多目的ダムを中核とした水系一貫の総合開発、「河水統制計画」を発表、従来別個に実施していた治水・水力発電・かんがい・水道供給を一括して行うことを提唱した。この案は1938年（昭和13年）、内務省によって採用・実行されるに到り、東北地方では青森県の沖浦ダム、秋田県の玉川などで事業が開始された。
1940年（昭和15年）、仙台市及び塩竈市を中心とした工業地帯開発計画である「仙塩工業地帯建設計画」が立案され、水源の整備が求められた。仙台市でも人口増加に伴って上水道整備の必要となっており、また、洪水被害が絶えない名取川では、その治水が求められていた。
宮城県も1940年（昭和15年）より「名取川河水統制計画」を立案したが、工業地帯開発計画もあって内務省直轄事業として事業主体が移管され、以降田瀬ダム（猿ヶ石川）と共に内務省直轄ダム事業として建設地点の選定が行われた。名取川本川にはダムを建設する適地が存在せず、検討の結果広瀬川に次ぐ主要支川である碁石川（ごいしがわ）にダム建設が計画され、現在地への建設が決定された。1941年（昭和16年）には、後に仙台市長選挙にも立候補した土木技師・金森誠之が、名取川改修・釜房堰堤工事事務所長を務めた。現地では地元住民との補償交渉が開始されたが、水没予定地の25%に相当する97haを買収したところで戦争が激化、1944年（昭和19年）8月、全資材を戦争に投入する「決戦非常措置要領」が発令され、事業は中止された。
終戦後、買収した用地は食糧増産の観点などから住民に返還された。ところが戦中の森林乱伐から全国各地で水害が多発、宮城県においても1947年（昭和22年）のカスリーン台風、翌1948年（昭和23年）のアイオン台風、さらに1950年（昭和25年）8月の豪雨により、甚大な被害を受けた。特に1950年8月豪雨は名取川水系に過去最悪の水害をもたらし、根本的な治水対策が求められた。県内最大の河川・北上川水系については1949年（昭和24年）に「北上川上流改訂改修計画」が、鳴瀬川水系では「江合川・鳴瀬川改訂改修計画」が経済安定本部の手により策定され、「北上川五大ダム」や鳴子ダム（江合川）が計画されたが名取川水系においても多目的ダムによる治水計画が定められ、広瀬川左支川である大倉川に大倉ダムが建設省によって1961年（昭和36年）に完成した。こうした流れの中で碁石川のダム計画も再浮上することになったが、これが釜房ダムである。

## 補償

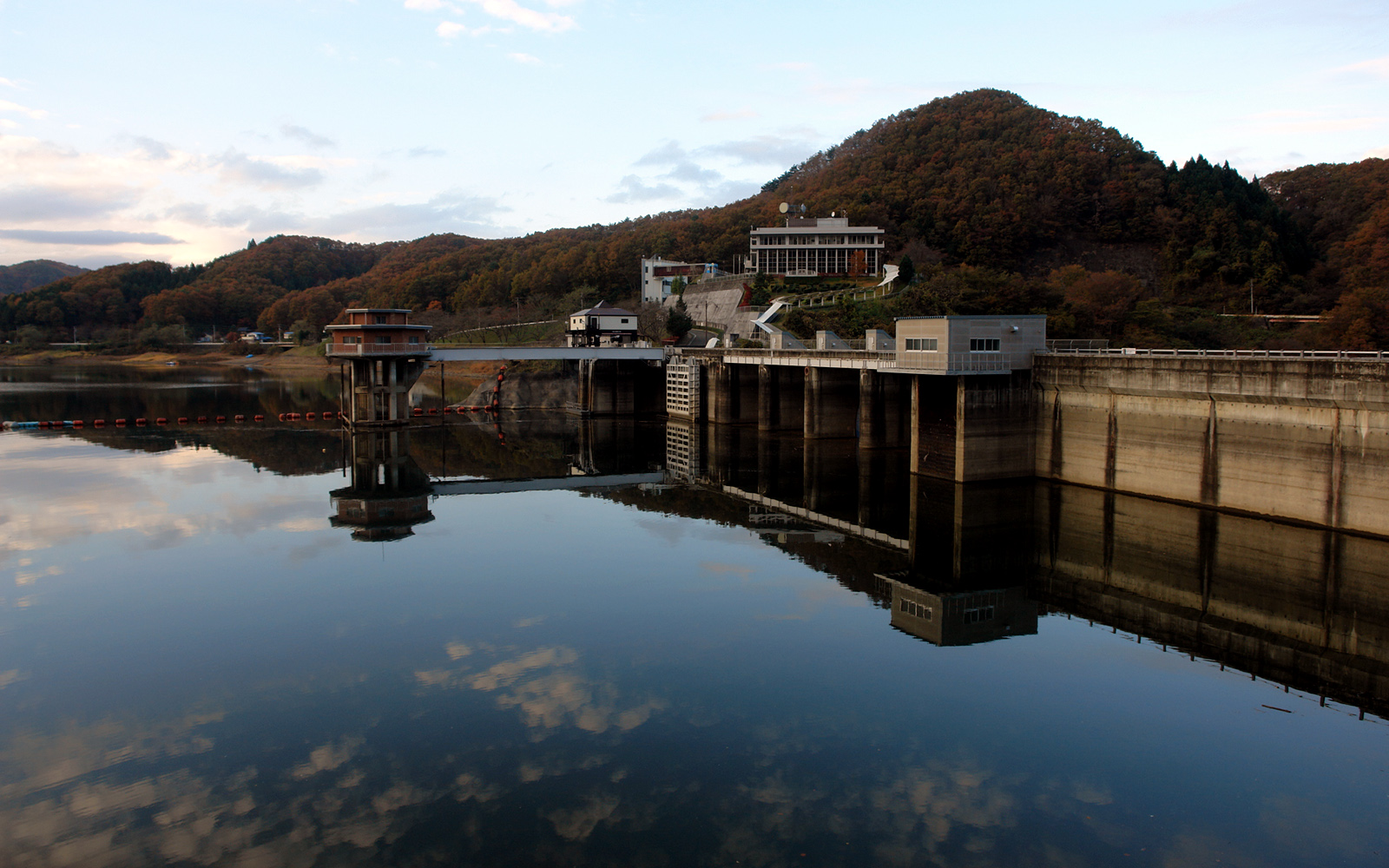
ダム裏側

釜房ダムは大倉ダム完成の3年後、1964年（昭和39年）より実施計画調査に入った。同年に仙台湾地区が全国総合開発計画に伴う新産業都市に指定されたこともあって工業用水道供給も求められ、必要十分な貯水量を確保する必要があった。実施計画調査の中で設定されたダム建設地点は、釜房山の北麓にあたる碁石川の狭窄部で十分な貯水量を確保できる好適地であった。こうして現在のダム地点に建設が決定されたが、これにより川崎町の小松倉集落と小野集落の二集落が水没対象となった。
対象地域に住む住民は181世帯、1,103名であり、大倉ダムよりも多い水没世帯数となった。このため住民はダム建設に強硬に反対し建設省との間の補償交渉は長期化を余儀無くされた。度重なる交渉の末、実施計画調査が開始されてより三年の歳月を掛け一般補償基準が妥結、住民代表と調印を行った。住民はこの後住み慣れた故郷を離れていったが、181世帯のうち地元・川崎町に再定住したのは25%、残りは仙台市に52%、県外や県内他市町村に23%が移転した。
その後本体工事に着手、1970年（昭和45年）には本体工事が竣工し2月28日よりダム湖に試験的に貯水してダムや沿岸地盤の強度を確認する試験湛水（しけんたんすい）を行い、異常が確認されなかったことでダム建設は完成し、翌1971年（昭和46年）より管理運営が開始された。以後現在に至るまで大過なく管理が行われ、1978年（昭和53年）に発生した宮城県沖地震の直撃を受けながらもダムは一切の損害がなかった。

## 目的
釜房ダムの目的は洪水調節、不特定利水、かんがい、水力発電、上水道・工業用水道供給の六つであり、多目的ダムの中では用途が広い。
洪水調節では仙台市・広瀬橋地点において計画高水流量・毎秒5,700トンを毎秒4,900トンに低減（毎秒800トンのカット）させる。ダム地点でも毎秒800トンをカットする。不特定利水については名取川頭首工地点において最大で毎秒10.349トンを補給し、名取川において河川生態系に影響を与えない正常な流量を維持する。かんがいについては仙台市・名取市・岩沼市の名取川沿岸農地3,693.4haに最大で毎秒9.932トンの農業用水を補給する。また、東北電力による水力発電（認可出力：1,200kW）も行う。

### 仙台の水がめ
| 水源       | 水系     | 管理者     | 比率(%) |
| ---------- | -------- | ---------- | ------- |
| 釜房ダム   | 名取川   | 国土交通省 | 35.5    |
| 七ヶ宿ダム | 阿武隈川 | 国土交通省 | 22.5    |
| 大倉ダム   | 名取川   | 宮城県     | 20.8    |
| 七北田ダム | 七北田川 | 宮城県     | 8.6     |
| 青下水源池 | 名取川   | 仙台市     | 1.7     |
| 宮床ダム   | 鳴瀬川   | 宮城県     | 1.3     |
| 河川自流水 | 名取川   |            | 9.6     |

上水道については仙台市・名取市・多賀城市・宮城郡七ヶ浜町に最大で日量200,000トン、工業用水道については仙台市・多賀城市・七ヶ浜町の仙台湾新産業都市地区に最大で日量100,000トンを供給する。こうしたことから釜房ダムは仙台市の水がめとして重要な役割を担っている。釜房ダムより供給された水は仙台市水道局の茂庭浄水場と富田浄水場より仙台市民に配水されている。
仙台市は名取川・広瀬川の自流水の他、釜房ダム、大倉ダム、七ヶ宿ダム（白石川）、七北田ダム（七北田川）、青下水源池（青下第一・第二・第三ダム。青下川）、宮床ダム（宮床川）の六ダムを水源としている。この中で釜房ダムは需要量の35%を占めており最大のシェアを占める。また、釜房ダムから供給する上水道供給量は仙台市向けが実に全体の89.7%を占めており（残りは名取市の6.0%、多賀城市の4.0%）、こうした背景から釜房ダムの貯水量は仙台市の水道事情に多大な影響を及ぼす。

## 釜房湖

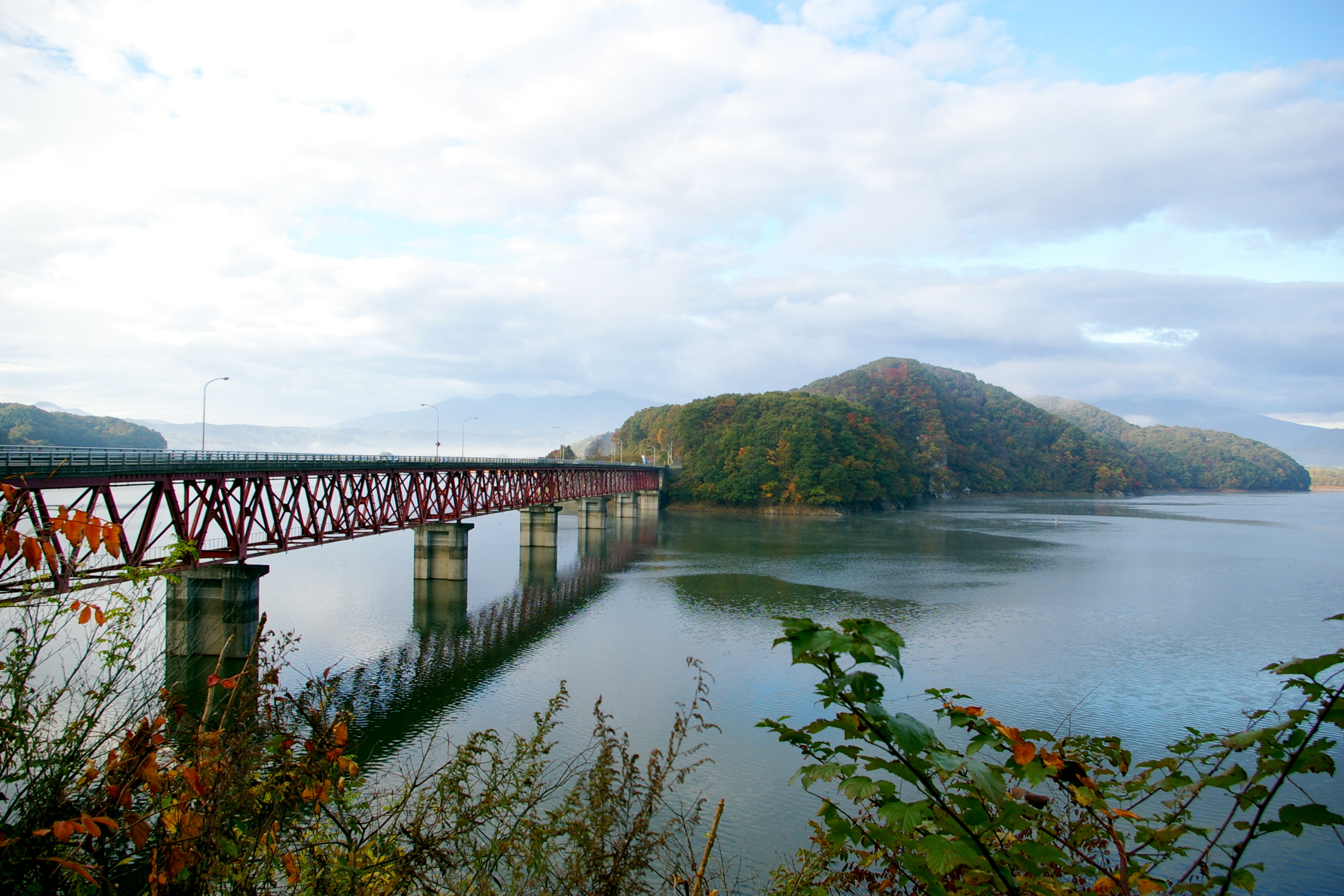
釜房湖

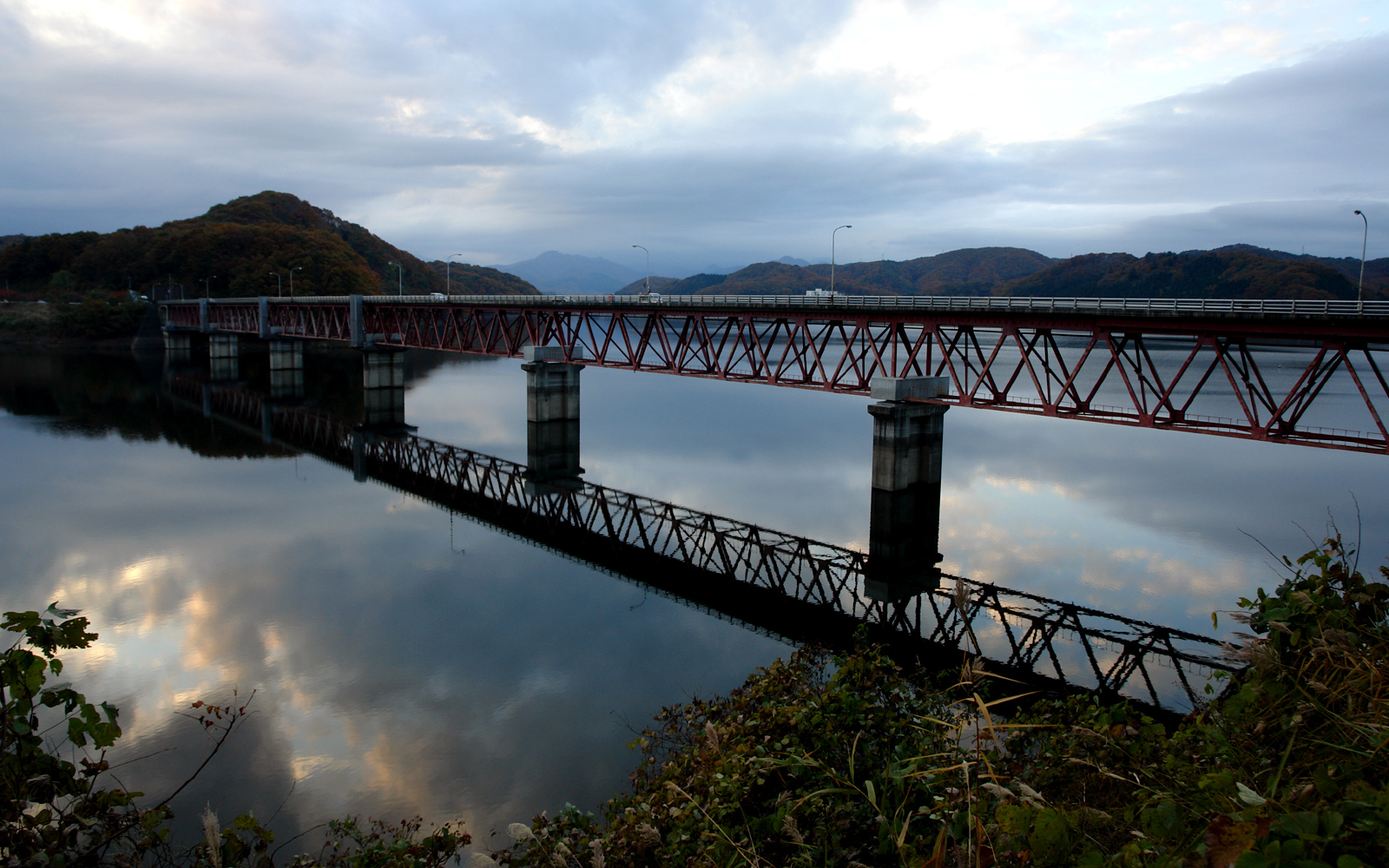
釜房大橋

ダム湖である釜房湖は、仙台市の水がめであると同時に宮城県民の憩いの場の一つとなっている。釜房湖は国土交通省直轄ダムとしては早い時期から湖周辺の環境整備を手掛けている。これは1973年（昭和48年）に水源地域対策特別措置法（水特法）が施行され、水没対象住民に対する補償整備と共に水源地域に対する広域環境整備が河川管理者・ダム事業者の責務として明確化されたことが背景にある。
1975年（昭和50年）、建設省東北地方建設局（当時）は釜房湖畔の周辺整備事業に着手し、1980年（昭和55年）には「釜房湖畔公園」をオープンさせた。この公園はその後も順次拡張し、広大な敷地面積に四季の花々や遊歩道、キャンプ場などを設けていった。こうした拡充を続けて行くうちに国営公園として発展させるという構想が持ち上がり、それは1989年（平成元年）に国営みちのく杜の湖畔公園の開設として結実した。全国で十番目、東北では初となる国営公園の整備により釜房湖は宮城県南部の主要な行楽地となるに至った。湖周辺では渡り鳥から猛禽類に至るまで多種にわたる鳥類が生息するほか、ヤマメ・イワナ・コイなどの魚類も豊富に存在する。特に魚類については学術的に貴重な種として指定されているゼニタナゴの棲息も確認されている。ただし釜房湖は水位の変動が比較的激しいため、一部地域では入漁が禁止されている。
また、ダムの宿命ともいえる堆砂の進行を防止するため、1997年（平成9年）より釜房湖に流入する碁石川（太郎川）、北川、前川に流砂を貯めて釜房湖の堆砂を防ぐ「貯砂ダム」を建設し、ダム機能の半永久的な維持を図っている。

### 湖沼法指定
ダム完成以降、上流部も宅地化が進展し、次第に生活排水が流入するようになった。そのため釜房湖の水質は次第に悪化し、水道水のカビ臭が指摘されるようになった。これは1970年の貯水開始以後、1983年（昭和58年）までに13回も報告され、原因は湖水中の藻類の一種によるものとされた。上水道の35%を依存する仙台市水道局では浄水場に活性炭を投下して異臭防止対策を行っていたが、限界があるため根本的な解決策として釜房湖の水質浄化を計画することとした。
1983年、カビ臭の原因となる藻類を除去するため建設省は「釜房湖水質保全パイロット試験」を実施、全国に先駆けて人造湖の水質浄化対策を開始した。翌1984年（昭和59年）には湖中に「循環式空気揚水筒」を設置した。これは水流が滞ることで水質悪化を招くことから、湖水を空気揚水筒で強制的に循環させることで澱みを無くし、藻類の異常発生によるカビ臭発生防止を図った。さらに、1987年（昭和62年）には湖沼水質保全特別措置法（湖沼法）の指定を受けた。湖沼法は水質汚濁防止法を湖沼に特化し、強化した法律で、国民生活上重要な湖沼における水質汚濁防止を最大の目的としており、2020年現在、琵琶湖・霞ヶ浦・諏訪湖など11湖沼が指定されている。湖沼法指定に伴い宮城県は「釜房湖湖沼水質保全計画」を策定し、特に化学的酸素要求量（COD）と総リン（T-P）を対象に環境基準値以下に抑制する目標を打ち出した。この後空気揚水筒の増設や全層ばっ気循環設備の設置などを行い、釜房湖の表層から深層にわたる全層の湖水を循環させた。
この結果次第に水質は改善を示していった。環境省が定める湖沼の水質基準において釜房湖は水域類型指定AAと2004年（平成16年）に判定された。水域類型指定AAとは水道1級（濾過などの簡単な処理で飲用可能）・水産1級（ヒメマスなどの水産養殖可能）・自然環境保全に適した水質であり、最上級の水質と認定された。総リンについても環境基準値である0.01mg/lを下回る0.019mg/l（2005年測定）であり、富栄養化されていない。ただしCODについては1990年（平成2年）の3.9mg/lを最高に減少傾向を続け、1994年（平成6年）には1.9mg/lと環境基準値の1.0mg/lに近づいた。ところが2005年には再び2.7mg/lと上昇に転じ、未だ環境基準値以下に抑えられていない。この課題を解決するため現在は2003年（平成15年）に策定した「釜房湖水質保全ビジョン」などを元に新しい方式の全層ばっ気装置の増設などを計画している。

### 観光
釜房湖周辺には国営みちのく杜の湖畔公園のほか、慶長遣欧使節でヨーロッパに渡った支倉常長の墓がある円長山円福寺や仙台藩主の御湯所であった青根温泉不忘閣、さらに東北有数の温泉街で「仙台の奥座敷」と呼ばれる秋保温泉も近い。
釜房ダム・釜房湖へは東北自動車道・村田ジャンクションより山形自動車道に入り、宮城川崎インターチェンジを下車した後に県道を経由して国道286号に入り、仙台方面へ進むと到着する。ダム天端は一方通行である。